# Атерома кожи
Атеро́ма (лат. atheroma от греч. ἀθέρος — мякина, кашица + ομα — опухоль), киста́ са́льной железы́ — опухолевидное образование, возникающее в результате закупорки протока сальной железы.

## Описание
Атерома может появляться на любых участках тела, где растут волосы, но преимущественная её локализация — на коже головы, лица (особенно ниже рта), спины, шеи, области половых органов.
Определяется как поверхностно расположенное плотно-эластическое образование с чёткими контурами, подвижное. Кожа над образованием в складку не собирается. При нагноении атеромы появляются боль, покраснение, отёк, повышение температуры, флуктуация; при этом атерома может самостоятельно прорваться наружу — выделяется гной с салообразным содержимым.
Вторичные атеромы — ретенционные кисты сальной железы, встречающиеся чаще у лиц, страдающих жирной себореей, гипергидрозом, шаровидными, пустулёзными, флегмозными угрями. Как правило, вторичные атеромы — плотные, болезненные, синюшного цвета, размером от горошины до лесного ореха (в редких случаях бывает размером с некрупную сливу) образования, которые локализуются больше в области щёк, шеи, в заушной складке, на груди, спине, у крыльев носа. Начавшись с маленького шаровидного образования, атерома может вскрыться и превратиться в язву. Иногда же она осумковывается плотной соединительной капсулой и остаётся в виде твёрдой безболезненной шаровидной опухоли. В редких случаях атерома может трансформироваться в злокачественное новообразование.

## Дифференциальная диагностика
Иногда атерому сложно отличить от других доброкачественных новообразований кожи.

## Лечение атеромы

### Способ № 1
Осторожно рассекают кожу, стараясь не повредить капсулу атеромы. Сдвигают кожу с атеромы, после чего, надавливая пальцами на края раны, атерому вылущивают.

### Способ № 2
Этот способ применяется чаще всего. В связи с тем что в большинстве случаев в клинику обращаются с гигантскими атеромами, данный метод является приемлемым и с косметической стороны, так как после удаления атеромы имеется дефект кожи. Сначала над атеромой производят два окаймляющих разреза, которые должны охватывать отверстие кисты. Края кожного разреза захватывают зажимами и, осторожно потягивая за них, подводят под атерому бранши изогнутых ножниц. Разводя и смыкая ножницы, атерому вылущивают из окружающих тканей. Кровотечение обычно незначительное. После удаления атеромы на подкожную клетчатку накладывают отдельные рассасывающиеся швы. На кожу для предотвращения вворачивания краёв раны накладывают вертикальные матрацные швы тонкой атравматической нитью. Швы снимают через 7-12 дней.
При раннем обращении можно применять косметические швы.

### Способ № 3
Лазерное удаление атеромы проводится преимущественно на ранних стадиях заболевания, когда она ещё не имеет больших размеров. С помощью лазерного аппарата можно удалить атерому быстро и практически безболезненно, операция занимает 15-20 минут. Удаление атеромы проходит под местной анестезией, со вскрытием и обработкой полости атеромы лазером. Если речь идёт о голове, то при удалении атеромы лазером волосы на месте проведения операции выбривать не нужно. После того как лазер испарит изменённую ткань, рану обрабатывают антисептиком и компонентами, способствующими быстрому заживлению.